# نيكي سورينسن
نيكي سورينسن (بالدنماركية: Nicki Sørensen)‏ ولد بتاريخ 14 مايو 1975 في هيليرود، الدنمارك، هو دراج دانمركي سابق في صنف سباق الدراجات على الطريق. سبق أن شارك في دورة الألعاب الأولمبية الصيفية.

## سجل النتائج

### سباقات أو مراحل فاز بها
- طواف فرنسا
- طواف إسبانيا

### المراكز
- حقق المركز الـ 20 في سباق طواف فرنسا 2002
- حقق المركز الـ 88 في سباق طواف فرنسا 2004
- حقق المركز الـ 31 في سباق طواف فرنسا 2009

## روابط خارجية
- نيكي سورينسن على موقع الاتحاد الدولي للدراجات (الإنجليزية)
- نيكي سورينسن على موقع أرشيف الدراجات (الإنجليزية)
- نيكي سورينسن على موقع إحصائيات الدراجات الإحترافية (الإنجليزية)
- نيكي سورينسن على موقع نسبة الدراجات (الإنجليزية)
- نيكي سورينسن على موقع CycleBase (الإنجليزية)
- نيكي سورينسن على موقع أوليمبيديا (الإنجليزية)